# Shy Love
Pour les articles homonymes, voir Love.
Shy Love (née le 27 novembre 1978), aussi connue sous le nom de Shy Luv, est une actrice et réalisatrice de films pornographiques américaine d'origine portoricaine et sicilienne. Elle évolue dans l'industrie pornographique américaine depuis 2003, la même année qu'elle se fait mettre des implants mammaires.

## Biographie
Shy Love est née à Wiesbaden, en Allemagne, alors que son père, faisant partie de l’armée de terre des États-Unis d'Amérique, était en mission dans ce pays. À l'âge de 7 ans, avec ses parents et ses cinq frères et sœurs, elle retourne aux États-Unis pour s'installer à New Haven, une ville de l'État du Connecticut. Elle termine l'enseignement secondaire à l'âge de 16 ans (au lieu de 18 normalement), ce qui lui permet d'enchaîner par un bachelor's degree puis un master's degree en comptabilité. Elle est expert-comptable.
Le 11 mai 2006, alors qu'elle participe à l'émission populaire The Howard Stern Show, Shy Love confie son intention de se convertir au judaïsme pour le restant de sa vie. Elle précise également qu'elle a été mariée, et qu'elle souhaite avoir des enfants dans un futur proche. Elle est désormais célibataire.
Dans la vidéo de présentation précédant son apparition dans le film Anal Pounding, elle déclare avoir fréquenté l'université en Floride et avoir obtenu deux master's degree.
Elle est la demi-sœur de Diamond Kitty qui fait également carrière dans le X.
Elle détient des parts dans un nightclub situé à Colorado Springs : le « 13 Pure », qui a ouvert ses portes en janvier 2008.
Shy a une très légère malocclusion dentaire qui affecte sa façon de s'exprimer.

## Récompenses et nominations
- 2005 : XRCO Award nommée – Best On-Screen Couple – Janine's Got Male
- 2006 : AVN Award nommée – Best Interactive DVD – Shy Love’s Cum Play With Me, Madness Pictures
- 2007 : AVN Award nommée – Female Performer of the Year
- 2013 : AVN Hall of Fame[10]

## Filmographie sélective
- 2003 : Big Wet Asses 2
- 2004 : Pussy Party 02
- 2005 : Girls Hunting Girls 72
- 2006 : Chasey's Lipstick Lesbians
- 2007 : Lesbian Big Boob Bangeroo 9
- 2008 : Girlfriends With Benefits
- 2009 : Pornstarslick 2
- 2010 : For Her Tongue Only
- 2011 : Big Tits
- 2012 : Fucking Sophia 5
- 2013 : Fuck My Shit Hole
- 2014 : MILF's Unleashed
- 2015 : Women Seeking Women 123
- 2015 : Women Seeking Women 124
- 2016 : Cheer Squad Sleepovers 20
- 2017 : Club Filly
- 2018 : Mexican Moms (compilation)